# 尹侯
尹侯（：／ Yun Hu；2006年11月28日—），韓國男歌手尹敏洙之子，曾與父親共同出演MBC綜藝節目《爸爸！我們去哪裡？》第一季和第二季，以其天使般純真可愛的心靈和語言，廣受觀眾喜愛，有「國民兒子」之稱，更被GQ雜誌評選為2013年度風雲人物。

## 漢字正名
名字經常被誤譯為尹厚，尹敏洙於2014年7月27日播出的《爸爸！我們去哪裡？》節目中，正式介紹兒子的漢字正名為「侯」（諸侯、君侯之意）。

尹敏洙曾提及公司（YWHO Entertainment）是以兒子之名「侯」命名。

## 演出作品

### 綜藝
| 年份      | 節目                               | 頻道      | 角色     | 備註                                        |
| 2011      | 《我是歌手》第一季                 | MBC       | 特別演出 | E30 111016                                  |
| 2013-2014 | 《爸爸！我們去哪裡？》第一季       | MBC       | 固定成員 | 與父親尹敏洙                                |
| 2014-2015 | 《爸爸！我們去哪裡？》第二季       | MBC       | 固定成員 | 與父親尹敏洙                                |
| 2014      | 《無限 Dream MBC》                 | MBC       | 特別演出 | 140901 與父親尹敏洙、金成柱、金民國、金民律 |
| 2014      | 《天天向上》                       | 湖南衛視  | 嘉賓     | 141003 與父親尹敏洙                         |
| 2017      | 《我的外國朋友》                   | JTBC      | 固定成員 | E02 171022 起                               |
| 2018      | 《快樂來到我們家 Happy Come Home》 | MBN       | 固定成員 | E01 180723 起                               |
| 2022年    | Z心所欲Z當年                       | Mnet      | 固定成員 |                                             |
| 2022年    | 資本主義學校                       | KBS2      | 固定成員 |                                             |
| 2022年    | 現在跟我來                         | tvN STORY | 固定成員 |                                             |

### 廣告代言
| 年份 | 品牌                                   | 備註                                                             |
| 2013 | 《農心集團炸醬麵＆浣熊炸醬麵》系列     | 與父親尹敏洙、金成柱金民國父子                                   |
| 2013 | 《KT電信 LTE Warp olleh》系列          | 與父親尹敏洙                                                     |
| 2013 | 《SAMSUNG泡沫洗衣機W9000型》           | 與父親尹敏洙、宋鐘國宋智雅父女                                   |
| 2013 | 《韓華集團雪岳度假村WATERPIA水上樂園》 | 與父親尹敏洙                                                     |
| 2013 | 《CHEVROLET雪佛蘭汽車》汽車安全系統    | 與宋智雅                                                         |
| 2013 | 《KOVEA戶外裝備品牌》露營禮儀頌篇      | 尹侯全家、與宋智雅全家                                           |
| 2013 | 《LEGO樂高玩具》聖誕節系列             | 與宋智雅                                                         |
| 2014 | 《KOVEA戶外裝備品牌》需要KOVEA篇       | 尹侯全家、與宋智雅全家                                           |
| 2014 | 《Home plus 15周年慶》                 | 與父親尹敏洙、宋鐘國宋智雅父女、金成柱金民律父子、成東鎰成彬父女 |
| 2014 | 《LOTTE Margaret樂天瑪格麗特夾心派》   | 與母親金敏芝                                                     |
| 2014 | 《KOVEA戶外裝備品牌》阿爸篇            | 尹侯全家、與宋智雅全家                                           |
| 2014 | 《Home plus世界盃紅魔Ｔ恤》            | 與父親尹敏洙                                                     |
| 2014 | 《農心炸醬麵30周年感恩慶》             | 與父親尹敏洙、金成柱金民國父子                                   |
| 2014 | 《美國職棒大聯盟 MLB》ALL★STAR FAMILY  | 尹侯全家                                                         |
| 2014 | 《SamsungCard 放輕鬆》公益活動         | 尹侯全家、與李俊秀全家、金民律全家                               |

### 音樂作品
| 日期       | 歌曲                        | 歌手   | 專輯                   | 備註 |
| 2010.01.18 | 《My Angel》feat. 尹侯      | 尹民秀 | 《The 3rd Generation》 | 伴唱 |
| 2016.11.15 | 《NaNaNa》with 임세준, 영인 | Vibe   | 《Repeat & Slur》      | 伴唱 |

### 擔任頒獎嘉賓
| 日期   | 頒獎典禮               | 頒發獎項                | 備註                             |
| 140903 | 《第41屆韓國放送大獎》 | 文化藝術部門 兒童作品賞 | 與母親金敏芝、宋智雅和母親朴葉善 |

### 擔任宣傳大使
| 年份      | 品牌                                    | 備註         |
| 2014年4月 | 《BESTIAN燒燙傷後援基金會》公益宣傳大使 | 與父親尹敏洙 |

## 獎項
| 年度 | 獎項        | 類別                                     | 作品                         | 入圍者                                     | 結果 |
| 2013 | MBC演藝大獎 | 年度大賞（대상）                         | 《爸爸！我們去哪裡？》第一季 | 全體                                       | 獲獎 |
| 2013 | MBC演藝大獎 | 特别獎（특별상）                         | 《爸爸！我們去哪裡？》第一季 | 尹侯、金民國、成俊、李俊秀、宋智雅         | 獲獎 |
| 2013 | MBC演藝大獎 | 五花八門獎：吃放賞（별별어워드：먹방상） | 《爸爸！我們去哪裡？》第一季 | 尹侯                                       | 獲獎 |
| 2013 | MBC演藝大獎 | 最佳情侶獎（베스트 커플상）              | 《爸爸！我們去哪裡？》第一季 | 尹侯＆宋智雅                               | 提名 |
| 2014 | MBC演藝大獎 | 人氣獎（인기상）                         | 《爸爸！我們去哪裡？》第二季 | 尹侯、鄭世允、林燦亨、成彬、安利煥、金民律 | 獲獎 |